# Аксайський юрт
Аксайський юрт — козацький юрт у складі Черкаського округу області Війська Донського.
До юрту належали поселення (з даними на 1859 рік):
- Аксайська — козацька станиця положена над річкою Дон за 26 верстою від Новочеркаська; 1060 дворових господарств; 3989 осіб (2270 чоловіків й 1719 жінок); 2 православні церкви та каплиця у 13 верстах на схід у сторону Новочеркаська; лікарня; окружне й парафіяльне училища; 2 ярмарки; 2 свічкові заводи; 16 рибальських ватаг; лісова біржа;
- Родіоновський — власницьке поселення положене над річкою Несвітай за 40 верст від Новочеркаська; 63 дворових господарств; 489 осіб (236 чоловіків й 253 жінок);
- Кунаковський — власницьке поселення положене над річкою Тузлова за 24 верст від Новочеркаська; 32 дворових господарств; 250 осіб (100 чоловіків й 150 жінок);
- Великолозький — козацький хутір положений над Великолозькою балкою за 17 верст від Новочеркаська; 28 дворових господарств; 116 осіб (53 чоловіків й 63 жінок);
- Дар'ївський — козацький хутір положений над балкою Несвітай за 47 верст від Новочеркаська; 21 дворових господарств; 103 осіб (57 чоловіків й 46 жінок);
- Волошинівський — власницьке поселення положене над річкою Тузлів за 23 верст від Новочеркаська; 16 дворових господарств; 64 осіб (34 чоловіків й 30 жінок);
- Горбиківський — власницьке поселення положене над Великолозькою балкою за 17 верст від Новочеркаська; 6 дворових господарств; 23 осіб (15 чоловіків й 8 жінок).

За даними на 1873 рік в Аксайському юрті було 1232 дворових садиб, 5 кибиток й 187 недворових садиб; мешкало 7177 осіб (3608 чоловіків й 3569 жінок). Тоді до складу Аксайського юрту відносилися:
- Аксайська козацька станиця положена за 25 верст від Новочеркаська мала 973 дворових садиб й 163 бездворних садиб; 5644 осіб (2829 чоловіків й 2815 жінок);
- Кутейников Несвітайський хутір був положений над річкою Великий Несвітай у 18 верстах від Новочеркаська й у 7 верстах від поштової станції мав 133 дворових садиб, 2 бездворових садиб; 735 осіб (381 чоловіків й 354 жінок);
- Великолозький хутір був положений над річкою Великий Лог у 18 верстах від Новочеркаська й у 7 верстах від Аксайської станції мав 61 дворових садиб, 11 бездворових садиб; 412 особа (208 чоловіків й 204 жінок);
- хутір Протопопов був положений над річкою Тузлова у 22 верстах від Новочеркаська мав 43  дворових садиб, 9 бездворових садиб; 263 особи (130 чоловіків й 133 жінок);
- хутір Довжанка був положений над річкою Малий Несвітай у 20 верстах від Новочеркаська мав 17 дворових садиб; 65 осіб (30 чоловіків й 35 жінок);
- хутір Янів був положений над річкою Великий Несвітай у 25 верстах від Новочеркаська мав 3 дворові садиби й 2 недворові садиби; 29 осіб (16 чоловіків й 13 жінок);
- хутір Тарасів був положений над Бобриківської балкою у 27 верстах від Новочеркаська мав 1 дворова садиба; 8 осіб (4 чоловіків й 4 жінок);
- хутір Бузин був положений над Каршеною балкою у 27 верстах від Новочеркаська мав 1 дворова садиба; 2 особи (2 чоловіків).

Станиця Аксайська тепер місто Аксай, а Великолозький хутір — тепер Великий Лог Аксайського району. Решта земель юрту розташована у Родіоново-Несвітайському районі: Родіоновське - тепер районний центр Родіоново-Несвітайська; Кутейников Несвітайський хутір — сучасне Кутейниково, хутір Довжанка — тепер Великий Должник, Протопоповський хутір — тепер Октябрський.